# تنخ
تَنَخ یا تَناخ‏ (به عبری: תָּנָ"ךְ) که کتاب مقدس عبرانی و در عبری میقرا (به عبری: מִקְרָא،  قرائت کردن) نیز نامیده می‌شود، مجموعهٔ متون مقدس عبری شامل تورات، نویئیم و کتوویم است. شاخه‌های مختلف یهودیت و سامریت نسخه‌های متفاوتی از این مجموعه را معتبر می‌دانند، از جمله هفتادگانیِ یونانی قرن سوم ق‌م در یهودیت معبد دوم، پشیطای سریانی، تورات سامری، طومارهای دریای مرده و در نهایت متن مازورتی قرن دهم میلادی که توسط گروهی از کاتبان نهایی شده و در حال حاضر در یهودیت ربانی مورد استفاده است.‏ اصطلاح «کتاب مقدس عبرانی» اغلب با متن مازورتی یکسان گرفته می‌شود؛ با این حال، این نسخه‌ای قرون وسطایی و یکی از چندین متنی است که در طول تاریخ توسط شاخه‌های مختلف یهودیت معتبر دانسته شده است.‏ نسخهٔ فعلی متن مازورتی عمدتاً به عبری توراتی و بخش‌های متاخرتری نیز به زبان آرامی توراتی (در کتاب‌های دانیال و عزرا؛ ۱۰:۱۱ در کتاب ارمیا) است.
نسخهٔ معتبر فعلی تنخ — مورد استناد در یهودیت ربانی — متن مازورتی (قرن هفتم تا دهم میلادی) است که حاوی ۲۴ کتاب است. این کتب نیز هر کدام به فصل‌ها و آیاتی تقسیم می‌شوند. تنخ در دوران معبد دوم (حدوداً ۵۲۰ قبل از میلاد تا ۷۰ میلادی) تدوین و تثبیت شده است؛ این عهدی است که یهودیان بر سر اینکه کدام بخش‌ها از متونشان منشأ الهی دارد، بحث کرده و به اجماع رسیدند و با استفاده از متون قدیمی‌تر آنچه امروزه «تورات» نامیده می‌شود را شکل دادند. متن مازورتی توسط کاتبان و دانشمندان یهودی اوایل قرون وسطی نهایی شده است. یهودیان یونانی‌زبان اسکندریه ترجمه‌ای یونانی از تنخ، به نام «هفتادگانی» تدوین کردند. هفتادگانی شامل برخی از کتاب‌هایی که بعدها اپوکریفا/اسفار مشکوک نامیده شدند هم می‌شود. سامریان نسخهٔ خودشان از تورات را دارند. هر دوی این نسخه‌های باستانیِ تنخ به‌طور قابل توجهی با متن مازورتی قرون وسطی متفاوت هستند.
پژوهشگران معاصر به منظور درک تاریخ تنخ علاوه بر متن مازورتی از منابع متعددی استفاده می‌کنند. از جملهٔ این منابع، هفتادگانی یونانی، پشیطای سریانی، تورات سامری، مجموعه طومارهای دریای مرده و فرازهایی از نسخ خطی ربانی هستند. این منابع در برخی موارد قدیمی‌تر از متن مازورتی بوده و اغلب با آن تفاوت دارند. این تفاوت‌ها منجر به نظریه‌ای شده است مبنی بر اینکه نسخه‌ای اولیه از تنخ وجود داشته که منشأ نسخه‌های موجود امروز بوده است. با این حال، چنین متن اولیه‌ای هرگز یافت نشده و در این زمینه که کدام یک از سه نسخهٔ معروف (هفتادگانی، متن مازورتی و تورات سامری) به متن اولیه نزدیک‌تر است، اختلاف وجود دارد.
مشترکات زیادی میان تنخ عبری و عهد عتیق مسیحی وجود دارد. عهد عتیق پروتستان‌ها همان کتاب‌های تنخ را دارد، اما به ترتیب متفاوتی چیده شده‌اند. عهد عتیقِ کلیساهای کاتولیک، ارتدکس شرقی و ارتدکس مشرقی کتاب‌های قانونی ثانی نیز شامل می‌شود که در تنخ وجود ندارد.

## نام

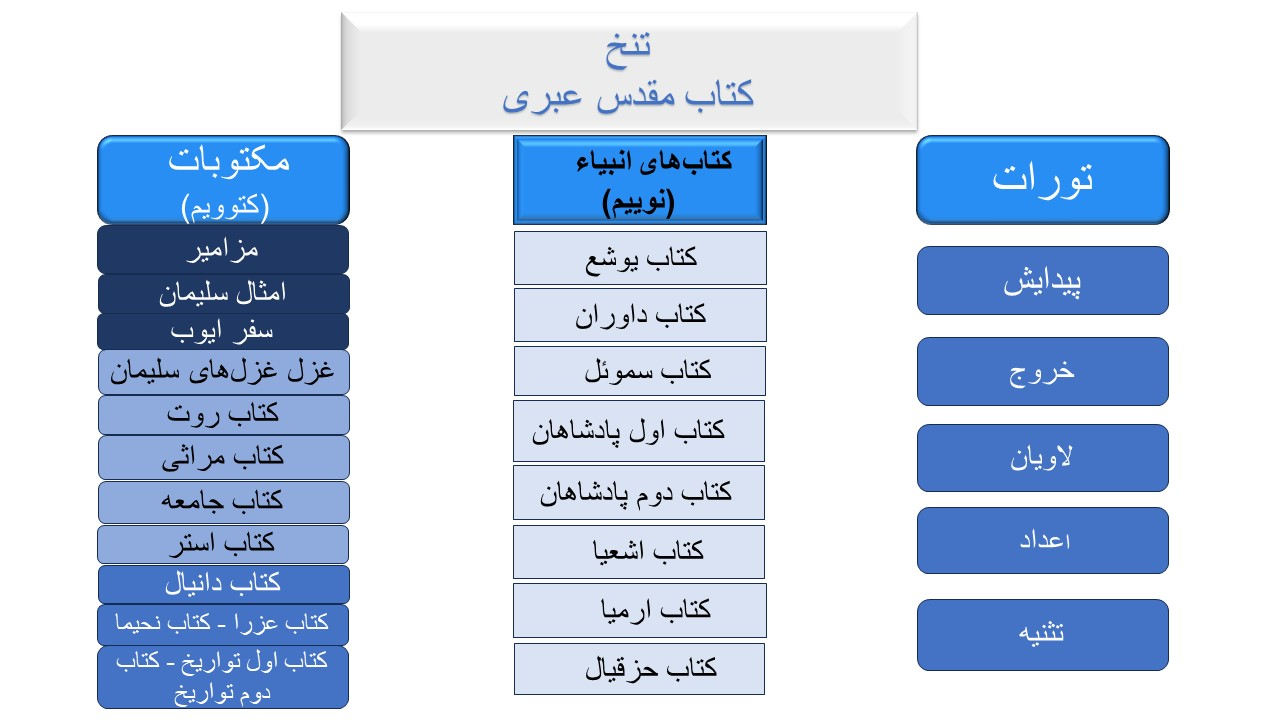
کتاب‌های بیست‌وچهارگانه تنخ

تنخ سرواژه‌ای است که از حروف اول عبری هر یک از سه بخش سنتی متن مازورتی ساخته شده است: تورات (به معنای شریعت یا احکام)، نوییم (انبیاء) و کتوویم (مکتوبات). تقسیم‌بندی فعلی تنخ به سه بخش، در ادبیات ربانی نیز دیده می‌شود. با این حال، در آن دوره از اصطلاح تنخ استفاده نمی‌شد و به جای آن، میقرا (یا میکرا، מקרא، به معنای قرائت کردن یا آنچه قرائت می‌شود) رواج داشت زیرا متون تنخ در جمع قرائت می‌شدند. اصطلاح تنخ اولین بار در دورهٔ قرون وسطی ثبت شده است. میقرا تا به امروز در عبری در کنار تنخ استفاده می‌شود و در عبری محاوره‌ای معاصر، معنای یکسانی دارند.
کتاب مقدس عبری اصطلاحی است که بیشتر توسط محققان دانشگاهی مطالعات کتاب مقدس استفاده می‌شود. این لفظی بی‌طرفانه‌تر به جای تنخ یهودی و عهد عتیق مسیحی است. «عبری» به زبان اصلی کتاب‌ها و گاه به یهودیان دوران معبد دوم اشاره دارد.

## تورات
تورات (به معنای شریعت؛ حرف ت در تنخ) یا اسفار پنجگانه بخش اول تنخ است که خود شامل پنج سِفر (کتاب) است. تورات پراهمیت‌ترین نوشتار یهودی است و به باور آنان به‌وسیله یهوه (خداوند) به موسی داده شده است، ولی هیچ‌کدام از این پنج کتاب مشخص نمی‌کنند توسط چه کسی نوشته شده‌اند. اعتقاد بر اینکه موسی همهٔ تورات را نوشته است احتمالاً ریشه در آیاتی دارد که می‌گویند موسی ۴۰ روز و ۴۰ شب در کوه سینا (یا حوریب) ماند. این زمانی بس طولانی برای انتقال قوانین کوتاهی مانند ده فرمان است؛ بنابراین روایاتی شگل گرفتند که موسی کل تورات مکتوب را در آن دوره از خدا دریافت کرده است. تورات طبق منابع یهودی (که توسط کلیسای اولیه نیز پذیرفته شده‌اند) شامل سفر پیدایش نیز می‌شود که در آن خدا به موسی از تاریخ اولیهٔ جهان و ابراهیم و خاندان او گفته است. برخی منابع یهودی حتی نوشته‌اند که تثنیه ۳۴، آخرین باب تورات حاوی مرگ موسی، توسط خدا به موسی گفته شد و موسی آن را با اشک‌هایش نوشته است. به نظر می‌رسد قدیمی‌ترین منابعی که تورات را به موسی نسبت داده، کتاب یوبیل و طومارهای دریای مرده (حدود دو قرن قبل از میلاد) باشند.
با ظهور خردگرایی، به ویژه همراه با چهره‌هایی چون توماس هابز (۱۵۸۸–۱۶۷۹) و باروخ اسپینوزا (۱۶۳۲–۱۶۷۷)، دیدگاه مبنی بر اینکه تورات یک اثر واحد و منسجمِ نوشته‌شده توسط موسی است، زیر سؤال رفت. این نظریات نهایتاً منجر به تدوین «فرضیهٔ مستند» در قرن نوزدهم شد که بر اساس آن، پنج‌کتاب موسی (یا شش‌کتاب موسی) از چهار منبع یا سند عمده تشکیل شده است و هر یک از این منابع یا اسناد به شکل نسبتاً کاملی در تورات فعلی گنجانده شده‌اند و هر یک اصطلاحات و دیدگاه‌های الهیاتی متمایزی دارند. این منابع بر اساس حرف اول نام مستعارشان، به منبع «پی» (روحانی)، «جِی» (یهوه‌ای، Jahwist)، «ای» (الوهیمی) و «دی» (تثنوی) نام گرفتند. «جی» و «ای» نام خود را از اسمی که خدای اسرائیل را بدان می‌خوانند، دارند. «جی»، او را از آغاز یهوه می‌نامد، حتی قبل از اینکه او نام خویش را در روایات «پی» و «ای» آشکار کند. منبع «ای» به این خدا الوهیم (اصطلاح کلی به معنای خدا) می‌گوید. منبع «پی» نام‌های متفاوتی به کار می‌برد اما به او یهوه نمی‌گوید. منبع «دی» نیز به سفر تثنیه (Deuteronomy) اشاره دارد.
البته تفاوت در نام‌های الهی معیار اصلی برای تشخیص این چهار منبع گمنام نیست. در تورات، دوباره‌گویی‌ها و تناقضات جدی—هم در روایات و هم در احکام—وجود دارد. برای مثال، از دیرباز مشخص شده است که باب‌های ۱ تا ۳ سفر پیدایش دو بار آفرینش جهان را روایت می‌کنند: انسان اول بار در ۱:۲۷ خلق می‌شود — «پس خدا انسان را به صورت خود آفرید، به صورت خدا آفریدش؛ مرد و زن آفریدشان» — و باری دیگر در ۲:۷ — «پس یهوه الوهیم انسان را از خاک زمین ساخته، دم حیات را در او دمید و انسان موجودی زنده شد.» روایت دوم (آدم و حوا) صرفاً بازگویی اولی نیست، بلکه هم در رئوس و هم در جزئیات تفاوت‌های شگرفی دارد.
داستان تورات به صورت تاریخِ خطی روایت شده است؛ از ابتدایی‌ترین زمان آغاز می‌شود و از پیدایشِ زمینِ قابل سکونت تا زمانی که بنی اسرائیل در آستانهٔ ورود به سرزمینی هستند که خدا به آنان وعده داده را در بر می‌گیرد. مجموعهٔ شریعتی که از طریق موسی به آن‌ها اعطا شده است، همه در این جریان رویدادهای روایی قرار گرفته‌اند و مجموعه‌ای انتزاعی یا نظری از احکام فقهی نیستند. تورات منبعی غنی از درام، جزئیات روایی، شخصیت‌های قابل توجه و تعاملات شگفت‌آور با خدایی است که از آن‌ها حمایت می‌کند. این کتاب پایه و اساس برای تاریخ بعدی اسرائیل را می‌نهد که در کتب انبیاء بیان شده است.
(نام‌های درون پرانتز در ذیل عنوانی است که در نزد مسیحیان به کار می‌رود)
- برشیت בראשית (پیدایش) عنوان سفر پیدایش یا تکوین که دربردارنده داستان آفرینش، سرگذشت آدم و حوا، نوح، ابراهیم، لوط، اسماعیل، اسحاق، یعقوب و فرزندان وی است و با مرگ یوسف به پایان می‌رسد.
- شموت שמות (خروج) عنوان سفر خروج و دربردارنده مطالبی چون ماجرای بردگی بنی اسرائیل در مصر، تولد و پیامبری موسی، خروج بنی اسرائیل از مصر، سرگردانی آنها در بیابان و اعطای ده فرمان به موسی است.
- وییقرا ויקרא (لاویان) عنوان سفر لاویان و شامل احکام شرعی و آداب و شعائری است که در واقع به منزله کتاب راهنمای کاهنان بنی اسرائیل از سبط لاوی محسوب می‌شود.
- بمیدبار במדבר (اعداد) عنوان سفر اعداد و شامل گزارش دو سرشماری قوم بنی اسرائیل و حوادثی است که بین راه مصر و سرزمین موعود بر این قوم گذشت.
- دواریم דברים (تثنیه) عنوان سفر تثنیه است که حاوی بازگویی مقررات و فرمان‌های اسفار قبلی از زبان موسی خطاب به بنی اسرائیل و تعیین یوشع به عنوان رهبر بنی اسرائیل و درنهایت درگذشت موسی است.

## کتاب‌های انبیاء
نبوت در اسرائیل همزمان با ظهور پادشاهان پدیدار شد و با سقوط پادشاهی از بین رفت. این اتفاقی نبوده است؛ انبیاء عمیقاً بخشی از مناسبات سیاسی اسرائیل بودند و پدیدهٔ نبوت را نمی‌توان جدا از سیاست اسرائیل دید. انبیاء گاه از تصمیمات پادشاه حمایت و گاه انتقاد می‌کردند. انبیای یهوه در واقع نوعی توازن بر قدرت پادشاه اعمال می‌کردند، چه از جانب یهوه سخن می‌گفتند و مستقیماً تحت فرمان پادشاه نبودند. کتب انبیاء در بخش دوم تنخ قرار دارند؛ نوییم که حرف ن در تنخ نشانگر آن است. خود این بخش به قسمت تقسیم می‌شود: انبیای متقدم که شامل یوشع، داوران، کتاب‌های سموئیل و کتاب‌های پادشاهان است؛ و انبیای متاخر که اشعیاء، ارمیا، حزقیال و دوازده نبی صغیر را شامل می‌شود.

### انبیای متقدم
وقایع نقل شده در کتاب‌های یوشع تا پادشاهان، داستانِ تشکیل حکومت اسرائیل را بازگو می‌کند. در ابتدای این داستان، قوم اسرائیل گروهی مهاجر بودند. همان‌طور که در کتاب یوشع آمده است، یوشع آن‌ها را به کنعان کوچاند. کتاب داوران، سختی‌های اسکان یافتن در سرزمین و دفاع در برابر دشمنان مختلف را روایت می‌کند. کتاب‌های سموئیل به ظهور پادشاهی در اسرائیل می‌پردازند و کتاب‌های پادشاهان، تاریخِ پادشاهی را شامل می‌شوند، از جمله انشعاب اسرائیل به دو پادشاهی و نابودیِ هرکدام توسط قدرت‌های خارجی. تورات و انبیای متقدم روی هم «تاریخِ اولیه» نامیده می‌شوند، روایتی جامع از خلقت تا تبعید قوم اسرائیل.
دیدگاهِ الهیاتی انبیای متقدم تا حد زیادی برگرفته از «شریعت تثنوی» است. انبیای متقدم را می‌توان کتب تاریخی نامید، اما نویسندگان آن در حال خلقِ تاریخِ مستند نبودند. این مؤمنان به یهوه، اعتقادشان بر این بود که یهوه در تاریخِ اسرائیل نقشی فعال دارد و داستان را از این دیدگاه روایت کرده‌اند. آن‌ها باور داشتند که علت و معلول، نتایجِ تاریخی را رقم می‌زند، اما تحلیلِ آن‌ها علاوه بر سیاست و عوامل اقتصادیِ انسانی، شاملِ علیتِ الهی نیز می‌شد. پژوهشگران گاه انبیای متقدم را روی هم رفته «تاریخ تثنوی» می‌نامند، چه دیدگاه نویسندگان این آثار برگرفته از شریعت تثنوی بوده است. شریعت تثنوی در واقع احکامی است که در کتاب تثنیه در تورات که زمان شاه یوشیا نوشته شدند.
- کتاب یوشع یا یهوشوع יהושע

با نبوت یهوشوع یا ورود بنی اسرائیل به ارض موعود شروع می‌شود و تاریخچهٔ اقوام بنی‌اسرائیل را پس از آن بیان می‌کند.
- شوفطیم یا کتاب داوران שופטים

از رخدادهای زمان داورانی چون دوورا و گیدعون و شیمشون که پس از یوشع رهبری مردم را به عهده گرفتند سخن می‌گوید.
- کتاب‌های سموئیل שמואל

این کتاب به دوران پس از شوفطیم می‌پردازد. همچنین از به پادشاهی رسیدن شائول نخستین پادشاه اسرائیل و سپس داوود سخن می‌گوید.
- ملاخیم یا کتاب پادشاهان מלכים

با شرح دوران پادشاهان اسرائیل پس از داوود که از سلطنت شلومو (سلیمان) است، آغاز می‌شود و تا خرابی بیت همیقداش اول به دست نبوکد نصر پادشاه بابل ادامه دارد.

### انبیای متاخر
بخش موسوم به «انبیاء متأخر» به افراد مشخصی در اسرائیل می‌پردازد که جایگاه اجتماعی و معنوی شناخته‌شده‌ای در اسرائیل داشتند و نظر خدا دربارهٔ رویدادهای زمان خود را بیان می‌کردند. انبیاء متأخر شامل اشعیا، ارمیا، حزقیال و کتاب دوازده‌گانه است. کتاب دوازده‌گانه شامل دوازده اثر کوتاه‌تر، از هوشع تا ملاکی، است و برخی آن‌ها را «انبیای صغیر» می‌نامند. دورهٔ تاریخیِ انبیاء متأخر با پادشاهیِ تقسیم‌شدهٔ اسرائیل (اسرائیل شمالی و یهودا) آغاز می‌شود و تا دوران پس از تبعید ادامه می‌یابد.
- اشعیا ישעיהו
- ارمیا ירמיהו
- حزقیال יחזקאל

انبیای صغیر
- کتاب هوشع הושע
- کتاب یوئیل יואל
- کتاب عاموس עמוס
- کتاب عوبدیا עובדיה
- کتاب یونس יונה
- کتاب میکاه מיכה
- کتاب ناحوم נחום
- کتاب حبقوق חבקוק
- کتاب صفنیا צפניה
- کتاب حجی חגי
- کتاب زکریا זכריה
- کتاب ملاکی מלאכי

## مکتوبات
بخش سوم «کتوویم» (حرف ک یا خ آخر در «تنخ») نامیده می‌شود که به معنای «مکتوبات» است. مسیحیان به آن «هگیوگرافی» (کلمهٔ یونانی به معنای «نوشته‌های مقدس») می‌گویند. این بخش شامل مجموعه‌ای از متون متنوع از جمله سرودها، دعاها، نصایح اخلاقی، پژوهش‌های فلسفی، داستان‌های کوتاه، آداب عبادت و تاریخ است. برخی از کتاب‌های این بخش به روایات اولیهٔ تاریخ اسرائیل مرتبط هستند اما همهٔ کتاب‌های این بخش متعلق به دورهٔ پس از اسارت یهودیان در بابل هستند. کتویم آخرین بخش تنخ بود که شکل نهایی به خود گرفت و این اتفاق در اواخر قرن اول میلادی رخ داد.
مزامیر مجموعه‌ای از سرودها و دعاهایی است که اسرائیلیان برای خطاب به یهوه به کار می‌بردند. امثال و کتاب ایوب در دستهٔ ادبیات حکمت طبقه‌بندی می‌شوند. غزل غزل‌های سلیمان، روت، مراثی، جامعه و استر با یکدیگر گروهی به نام پنج طومار را تشکیل می‌دهند. هر یک از این طومارها در یکی از عیدها یا روزه‌های مهم یهودی خوانده می‌شد. دانیال در دستهٔ مختص خودش قرار دارد. این کتاب، به معنای سنتی، یک کتاب نبوی نیست، بلکه شکلی خاصی از مکاشفه است و در طبقه‌بندی ادبیات آخرالزمانی قرار می‌گیرد. در نهایت، کتاب‌های عزرا، نحمیا و تواریخ در گروه نوشته‌های تاریخی قرار می‌گیرند. این مجموعه تاریخ اسرائیل را از آدم تا پایان قرن پنجم پیش از میلاد روایت می‌کند.
در تنخ این کتاب‌ها را در انتهای مجموعهٔ کتاب‌های مقدس قرار دارند، اما در نسخه‌های مسیحی کتاب‌ها را از هم جدا کرده و آن‌ها را در میان کتاب‌های انبیاء پخش می‌کنند که اغلب بر اساس توالی زمانی است. برای مثال، کتاب روت بین داوران و سموئیل قرار داده شده است زیرا رویدادهای ثبت شده در این کتاب در دورهٔ داوران اتفاق افتاده‌اند. استر نیز پس از نحمیا قرار گرفته است زیرا هر دو کتاب در دورهٔ هخامنشی به وقوع پیوسته‌اند.
- تهیلیم یا مزامیر תהילים
- امثال سلیمان משלי
- کتاب جامعه קהלת
- غزل غزلها שיר השירים
- کتاب ایوب איוב
- کتاب روت רות
- مراثی ارمیا איכה
- کتاب استر אסתר
- کتاب دانیال דניאל
- کتاب عزرا עזרא
- کتاب نحمیا נחמיה
- تواریخ ایام דברי הימים

### ارجاعات
1. ↑  "Tanach" بایگانی‌شده  در ۲۰۱۶-۰۳-۰۴ توسط Wayback Machine. Random House Webster's Unabridged Dictionary.
2. 1 2 3 4  Tov, Emanuel (2014). "The Myth of the Stabilization of the Text of Hebrew Scripture".  In Martín-Contreras, Elvira; Miralles Maciá, Lorena (eds.). The Text of the Hebrew Bible: From the Rabbis to the Masoretes. Journal of Ancient Judaism: Supplements. Vol. 103. Göttingen: Vandenhoeck & Ruprecht. pp. 37–46. doi:10.13109/9783666550645.37. ISBN 978-3-525-55064-9. Archived from the original on 2023-02-15. Retrieved 2023-02-16.
3. ↑  Jeremiah 10:11
4. ↑  "Scholars seek Hebrew Bible's original text – but was there one?". Jewish Telegraphic Agency. 2014-05-13. Archived from the original on 2016-11-05. Retrieved 25 September 2015.
5. ↑  "Controversy lurks as scholars try to work out Bible's original text". The Times of Israel. Archived from the original on 25 September 2015. Retrieved 25 September 2015.
6. ↑  Isaac Leo Seeligmann, Robert Hanhart, Hermann Spieckermann: The Septuagint Version of Isaiah and Cognate Studies, Tübingen 2004, pp. 33–34.
7. ↑  Shanks, Herschel (1992). Understanding the Dead Sea Scrolls (1st ed.). Random House. p. 336. ISBN 978-0-679-41448-3.
8. ↑  Andersen, Alex (Spring 2019). "Reconsidering the Roman Catholic Apocrypha". Classical Conversations. Lakeland, Florida: Southeastern University. 3: 1–47. Archived from the original on 16 February 2023. Retrieved 15 February 2023.
9. ↑  "Mikra'ot Gedolot". people.ucalgary.ca. Archived from the original on 2022-08-30. Retrieved 2022-09-09.
10. ↑  It appears in the masorah magna of the Biblical text, and in the responsa of the Rashba (5:119); see Research Query: Tanakh/תנ״ך بایگانی‌شده  در ۲۰۱۹-۰۷-۱۸ توسط Wayback Machine
11. ↑  Biblical Studies Mikra: Text, Translation, Reading, and Interpretation. Norton Irish Theological Quarterly. 2007; 72: 305–306
12. ↑  Safire, William (1997-05-25). "The New Old Testament". The New York Times. Archived from the original on 2019-12-06. Retrieved 2019-12-06..
13. ↑  Hamilton, Mark. "From Hebrew Bible to Christian Bible: Jews, Christians and the Word of God". PBS. Archived from the original on 2018-06-14. Retrieved 2007-11-19. Modern scholars often use the term 'Hebrew Bible' to avoid the confessional terms Old Testament and Tanakh.
14. ↑  "Scanning an Ancient Biblical Text That Humans Fear to Open". The New York Times. January 5, 2018. Archived from the original on July 6, 2019. Retrieved June 14, 2019.
15. ↑  Bandstra 2008, p. 19.
16. 1 2 3  Brettler 2018, p. 4.
17. ↑  Hendel 2017, Genesis.
18. ↑  Bandstra 2008, p. 18.
19. ↑  Bandstra 2008, p. 186.
20. ↑  Bandstra 2008, p. 186–187.
21. ↑  Bandstra 2008, p. 187.
22. 1 2  Bandstra 2008, p. 189–190.
23. ↑  Bandstra 2008, p. 195.
24. ↑  Bandstra 2008, p. 366–367.
25. 1 2  Bandstra 2008, p. 367.

### مآخذ
- Johnson, Paul (1987). A History of the Jews (First, hardback ed.). London: Weidenfeld and Nicolson. ISBN 978-0-297-79091-4.
- Kuntz, John Kenneth. The People of Ancient Israel: an introduction to Old Testament Literature, History, and Thought, Harper and Row, 1974. شابک ‎۰−۰۶−۰۴۳۸۲۲−۳.
- Leiman, Sid. The Canonization of Hebrew Scripture (Hamden, CT: Archon, 1976).
- Levenson, Jon. Sinai and Zion: An Entry into the Jewish Bible (San Francisco: Harper San Francisco, 1985).
- Minkoff, Harvey. "Searching for the Better Text". Biblical Archaeology Review (online). Archived from the original on 14 March 2012. Retrieved 9 June 2011.
- Noth, Martin. A History of Pentateuchal Traditions (1948; trans. by Bernhard Anderson; Atlanta: Scholars, 1981).
- Schmid, Konrad. The Old Testament: A Literary History (Minneapolis: Fortress Press, 2012).
- Ghil'ad Zuckermann, 2009, LET MY PEOPLE KNOW!, The Hebrew Bible should be taught like a foreign language, Jerusalem Post, May 17, 2009.
- Bandstra, Barry L. (2008). Reading the Old Testament: An Introduction to the Hebrew Bible. Wadsworth.